# FLRT3
FLRT3‏ (Fibronectin leucine rich transmembrane protein 3) هوَ بروتين يُشَفر بواسطة جين FLRT3 في الإنسان.